# Palau na Mistrzostwach Świata w Lekkoatletyce 2013
Palau na Mistrzostwach Świata w Lekkoatletyce 2013 – reprezentacja Palau podczas czempionatu w Moskwie liczyła 1 zawodniczkę.

## Występy reprezentantów Palau
| Konkurencja          | Zawodnik          | Runda 1    | Runda 1 | Półfinał | Półfinał | Finał    | Finał   |
| Konkurencja          | Zawodnik          | Rezultat   | Pozycja | Rezultat | Pozycja  | Rezultat | Pozycja |
| -------------------- | ----------------- | ---------- | ------- | -------- | -------- | -------- | ------- |
| Bieg na 100 m kobiet | Rubie Joy Gabriel | 13,25 (PB) | 43.     | NQ       | NQ       | NQ       | NQ      |